# Diocese de Durham (histórica)
A Diocese de Durham (em latim: Dioecesis Dunelmensis) é uma sé suprimida da Igreja Católica Romana.

## Território
A diocese incluía a região nordeste da Inglaterra, no antigo reino da Nortúmbria. Cobriu os condados de Durham e Northumberland.
A sé episcopal foi a cidade de Durham, onde está localizada a Catedral da Bem-Aventurada Virgem Maria.
Em 1291 a diocese era composta por dois arquidiáconatos, divididos em decanatos, num total de cerca de 120 freguesias, aproximadamente o mesmo número de freguesias registadas em 1535:
- Arquidiáconato de Durham, com os decanatos de Durham, Darlington, Bishop Auckland, Lanchester e Chester-le-Street;
- Arquidiáconato de Northumberland, com os decanatos de Newcastle, Corbridge, Bamburgh e Alnwick; em 1535 existia um quinto reitor, o de Morpeth.

As regiões dotadas de privilégios também dependiam da diocese, conhecidas como peculiares, isentas de jurisdição eclesiástica e maioritariamente sujeitas ao capítulo da catedral, e compostas por dois enclaves na arquidiocese de Iorque e um na arquidiocese de Santo André, na Escócia.

## História

### Lindisfarne

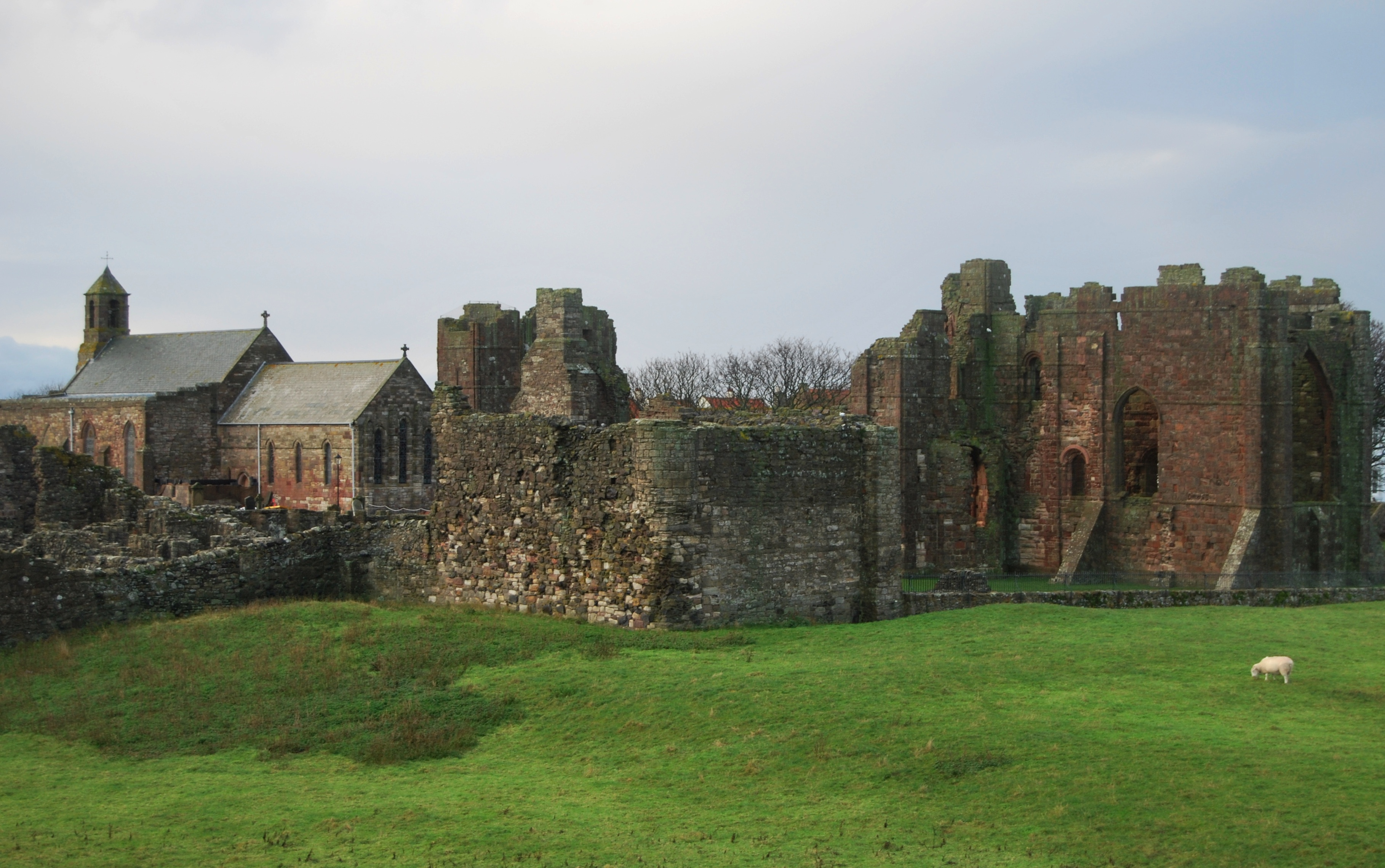
Em primeiro plano os restos da Abadia de Lindisfarne.

A Diocese de Durham tem suas origens na Diocese da Abadia de Lindisfarne. Enquanto a parte sul do reino da Nortúmbria (Deira) foi evangelizada pelo missionário romano Paulino (625), a parte norte (Bernícia) foi evangelizada por missionários celtas estabelecidos em Lindisfarne.
A abadia foi fundada em 634 por Edano, um monge do mosteiro escocês de Iona, a quem o rei Osvaldo chamou ao reino da Nortúmbria para reavivar a sorte do Cristianismo nas suas terras após a morte do rei Edvino. A Abadia de Lindisfarne tornou -se assim um dos centros monásticos mais importantes do norte da Inglaterra e ao mesmo tempo o ponto de partida do apostolado missionário de Edano.
A diocese da abadia seguia os ritos e costumes do Cristianismo celta (irlandês) em uma terra onde também coexistiam influências romano-continentais. Isto significava, por exemplo, que o rei Osvio celebrava a Páscoa de acordo com o calendário irlandês, enquanto a rainha, educada em Kent, a celebrava de acordo com o romano.
Por esta razão, um sínodo foi realizado em Whitby em 664 para remediar estes inconvenientes. A linha romana venceu: a diocese da abadia de Lindisfarne foi suprimida e o seu território unido ao de Iorque. O abade-bispo Colmano então abandonou a Nortúmbria.
Em 681 foi restaurada a diocese de Lindisfarne, com território obtido do da diocese de Hexham, erigida três anos antes no território da antiga sé da abadia. Uma grande figura de bispo e santo foi a de Cuteberto, que governou a diocese de 685 a 687.
Em 793, um grupo de piratas dinamarqueses saqueou o mosteiro. Os ataques devastadores dos vikings dinamarqueses em meados do século IX causaram o desaparecimento da diocese de Hexham, cujo território passou para Lindisfarne depois de 821. Em 865 os vikings tomaram posse de todo o norte e leste da Inglaterra, fazendo com que a organização política e eclesiástica da região desaparecesse por um determinado período.
Lindisfarne não era mais um lugar seguro. Em 875 a comunidade, composta por alguns monges e padres seculares, deixou a ilha levando consigo as relíquias de São Cuteberto. Depois de oito anos vagando pela Nortúmbria, em 883 eles se estabeleceram em Chester-le-Street, alguns quilômetros ao norte de Durham. O rei cristão de Iorque, Guthred ou Guthfrith, dotou a diocese com novas terras e recompensou-a com privilégios. O culto e a devoção a São Cuteberto tornaram-se ainda maiores do que já eram; em 934, outras doações foram feitas à comunidade de São Cuteberto pelo rei Etelstano, que dotou a biblioteca do bispo com códigos importantes, incluindo aquele que contém a vida em poesia e prosa de São Cuteberto escrita por Beda, o Venerável.

### Durham

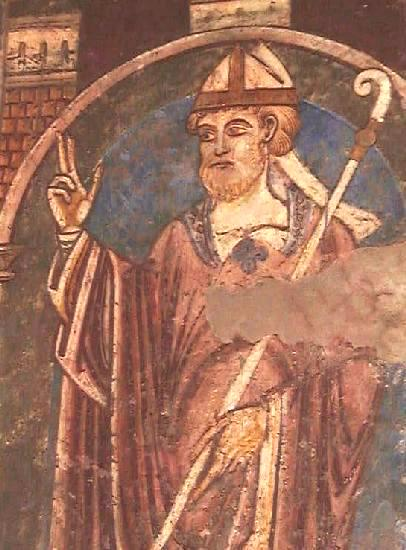
Imagem de São Cuteberto, padroeiro da diocese, na Catedral de Durham.

Em 995, o bispo Alduno, temendo novas incursões dos dinamarqueses, decidiu mover os restos sagrados de Cuteberto para o sul. Segundo a tradição, a carroça que transportava seus restos mortais parou repentinamente e não havia mais como movê-la; a localidade Durham, então uma obscura vila rural, tornou-se a sé definitiva das relíquias do santo e do bispo. Em 998 ou 999 foi consagrada a primeira catedral. A diocese fazia parte da província eclesiástica da Arquidiocese de Iorque.
O último bispo anglo-saxão, Etelvino, fugiu para o norte com as relíquias de São Cuteberto após a chegada de Guilherme, o Conquistador; foi deposto em 1071 e sucedido por três bispos estrangeiros, impostos pelos novos senhores da Inglaterra: Guillaume Walcher de Liège também foi investido do poder civil, mas foi assassinado em 1080; Guillaume de Saint Calais iniciou a reconstrução da catedral em 1083 e favoreceu o nascimento de um capítulo monástico para substituir o secular; Ranulf Flambard, definido por Santo Anselmo como publicanorum princeps infamissimus, sofreu prisão e exílio.
A catedral, iniciada em 1093, foi concluída nas suas linhas essenciais em 1133. A segunda parte do século XII é dominada pela figura do bispo Ugo Puiset, político e homem de letras. No século XIII, Richard Poore comprometeu-se a introduzir e fazer cumprir os decretos do Concílio de Latrão de 1215: foi ele o responsável pelos primeiros estatutos diocesanos.
Em 1 ou 11 de abril de 1132, Durham cedeu uma porção de território para a ereção da diocese de Carlisle.
Na Idade Média os bispos detinham o poder político, a par do poder real, sobre o Principado ou Palatinado de Durham (Condado Palatino de Durham), que no entanto não correspondia ao território da diocese, mas sim a um território muito menor, ao norte e ao sul da diocese. A origem deste privilégio é incerta, pois sobreviveu à Reforma e só foi definitivamente desmantelado no século XIX. No território do Principado os bispos exerciam a tripla regalia in imperio (governo civil), in dominio (direitos feudais) e in jurisdicione (administração da justiça).
O último bispo em comunhão com a Santa Sé, Cuteberto Tunstall, foi deposto em 14 de outubro de 1552 e posteriormente restaurado por Maria, a Católica, em 1554. Deposto novamente pela rainha Elisabete em 1559, morreu no mesmo ano no Palácio de Lambeth. Já em 1540 o capítulo monástico foi suprimido e substituído por um secular.

## Bispos

### Bispos de Lindisfarne
- Edano (634 - 31 de agosto de 651);
- Eanberto (846 - 854).

### Bispos de Lindisfarne em Chester-le-Street
- Eardulfo (854 - 899 ou 900);
- Aelfsige (968 - 990).

### Bispos de Durham
- Alduno (990 - 1018);
- Cuteberto Tunstall (21 de fevereiro de 1530 - 18 de novembro de 1559).